# Rouvray-Catillon
Rouvray-Catillon é uma comuna francesa na região administrativa da Normandia, no departamento de Sena Marítimo. Estende-se por uma área de 12,41 km². Em 2010 a comuna tinha 235 habitantes (densidade: 18,9 hab./km²).